# 谷地軌道
谷地軌道（やちきどう）は、かつて山形県で奥羽本線神町駅と現在の河北町谷地を結んでいた軌道線、およびそれを運営していた軌道事業者である。1916年（大正5年）1月27日に開業したが、1935年（昭和10年）10月1日に廃止となった。
谷地軌道株式会社は永松・幸生銅山に関連する輸送と谷地で生産された草履表の運搬を目的として1915年に升川勝作により設立され、翌年開業した。最初の1年は最上川を渡る谷地橋の工事が遅れていたためその直前に山王駅（仮谷地駅）を置いた。昭和初期までは経営が順調だったがその後自動車輸送の台頭で経営が悪化し、最終的には老朽化した谷地橋の架け替えができないため1935年9月30日の便をもって運転を終了し翌日廃止となった。
また谷地町から白岩町までの鉄道敷設免許を保有していた。白岩町には古河財閥の経営する永松鉱山がありこの物資輸送の手段として白岩町延長計画が立てられた、古河としても馬車や荷車に代わる鉄道輸送に期待し建設費援助の申出があった。しかし第一次大戦中の好景気は物価高騰をもたらし当初の建設資金では不足し、また地権者の反対運動もあり工事は進まなくり、さらに1918年（大正7年）頃から永松鉱山の産出量が急減したため古河は方針を転換し谷地軌道への援助を撤回することを宣言した。そして左沢軽便線（左沢線）が1922年（大正11年）に全通することから白岩町延長は断念することになった。

## 歴史
- 1914年（大正3年）
  - 3月18日 升川勝作に対し軌道敷設特許[3][4][5]
  - 12月5日 谷地軌道に軌道敷設特許権譲渡許可[6]
- 1915年（大正4年）1月7日 谷地軌道株式会社設立[3][7]。
- 1916年（大正5年）
  - 2月22日 谷地軌道線 神町 - 仮谷地間開業[2]（神町停車場-羽入停留場-藤助新田停留場-谷地仮停車場[8]）。
  - 4月21日 谷地軌道軽便線 谷地 - 白岩間免許下付[9]。
  - 5月14日 神町 - 谷地間開通式挙行[10][11]
- 1918年（大正7年）
  - 3月1日 仮谷地 - 谷地間開業[2]
  - 5月3日 機関車の飛び火により火災発生し35戸焼失、損害賠償28,600余円[12]
- 1923年（大正12年）2月21日 谷地 - 白岩間免許失効[13]。
- 1928年（昭和3年）11月20日 谷地軌道乗合自動車営業開始（谷地町-神町間）[14][15]
- 1935年（昭和10年）10月1日 全線廃止[16][17]。

## 営業路線
- 営業区間：神町 - 谷地間
- 路線距離（営業キロ）：5.6km[3]（『鉄道統計資料』では5.81km[4]）
- 軌間：762mm[3]
- 複線区間：なし（全線単線）
- 電化区間：なし（全線非電化）
- 動力：蒸気[3]

## 運行概要
1916年時点
神町駅、谷地駅発の列車は共に1日8本。全線の所要時間は約31分。
1934年では1日3往復。併行して同社のバスが8往復運行

## 輸送・収支実績
| 年度 | 輸送人員（人） | 貨物量（トン） | 営業収入（円） | 営業費（円） | 営業益金（円） | その他益金（円） | その他損金（円） | 支払利子（円） |
| ---- | -------------- | -------------- | -------------- | ------------ | -------------- | ---------------- | ---------------- | -------------- |
| 1916 | 53,040         | 5,915          | 7,731          | 6,340        | 1,391          |                  |                  |                |
| 1917 | 63,894         | 13,742         | 13,416         | 9,035        | 4,381          |                  |                  |                |
| 1918 | 81,811         | 16,047         | 18,940         | 18,035       | 905            |                  |                  |                |
| 1919 | 92,627         | 17,580         | 29,588         | 24,927       | 4,661          |                  |                  |                |
| 1920 | 99,927         | 12,528         | 35,590         | 34,459       | 1,131          | 不用軌条3,000    | 雑損366          |                |
| 1921 | 92,080         | 12,895         | 36,209         | 27,218       | 8,991          |                  |                  |                |
| 1922 | 83,033         | 10,067         | 35,521         | 25,863       | 9,658          |                  |                  |                |
| 1923 | 81,951         | 10,263         | 38,332         | 30,251       | 8,081          |                  | 1,381            |                |
| 1924 | 94,716         | 13,360         | 41,483         | 27,699       | 13,784         |                  |                  |                |
| 1925 | 96,123         | 12,585         | 42,832         | 27,019       | 15,813         |                  | 雑損200          | 30             |
| 1926 | 95,845         | 12,845         | 42,378         | 25,205       | 17,173         |                  | 雑損377          |                |
| 1927 | 92,926         | 11,298         | 40,280         | 27,319       | 12,961         |                  | 99               |                |
| 1928 | 79,585         | 7,920          | 33,336         | 28,476       | 4,860          |                  | 雑損580          |                |
| 1929 | 65,591         | 7,907          | 29,278         | 23,676       | 5,602          | 自動車2,950      |                  |                |
| 1930 | 44,482         | 4,503          | 17,872         | 18,425       | ▲ 553          | 自動車1,404      | 雑損1,450        |                |
| 1931 | 52,028         | 4,054          | 18,431         | 15,968       | 2,463          | 自動車1,206      | 雑損1,700        |                |
| 1932 | 39,757         | 3,282          | 14,107         | 13,275       | 832            | 自動車686        | 雑損1,200        |                |
| 1933 | 42,420         | 3,235          | 13,813         | 13,429       | 384            | 自動車1,744      | 雑損1,550        |                |
| 1934 | 43,577         | 3,305          | 15,285         | 12,552       | 2,733          | 自動車480        | 雑損600          |                |
| 1935 | 32,960         | 2,480          | 11,555         | 10,633       | 922            | 自動車370        |                  |                |

- 鉄道院鉄道統計資料、鉄道省鉄道統計資料、鉄道統計資料各年度版

## 車両
この路線を走っていた蒸気機関車は火の粉を防止するため煙突に火の粉止めをつけており、その形状が里芋に似ていたため「いもこ列車」と呼ばれた。しかし、煤煙被害を止めることはできず、その賠償が経営の負担となった。内燃機関車の導入も計画されたが試運転の結果が悪かったため断念された。
- 機関車はタンク式蒸気機関車3両。開業時に大日本軌道製サイドタンク式の1・2が用意され、1927年に雨宮製作所製ボトムタンク式の3が増備された。廃線後はレールと共に東京の五十嵐商店に売却された。
- 客車は木製ボギー客車二・三等合造客車（定員36人）2両、三等客車（定員48人）1両の計3両。廃線後は、二・三等合造客車2両は十勝鉄道に、三等客車は赤穂鉄道に売却された[23][24]。
- 貨車はボギー有蓋貨車2両、ボギー無蓋貨車2両、2軸無蓋貨車2両の計6両。

## 駅一覧
- 神町駅 - 羽入駅 - 藤助新田駅 - 谷地駅[18]

## 接続路線
- 神町駅：奥羽本線

## 代替輸送
現在、さくらんぼ東根駅 - 河北町谷地を東根市市民バスと河北町路線バスが運行している。また、山形交通は平日朝一便のみ白岩から谷地への路線を運行している。

## 保存車両

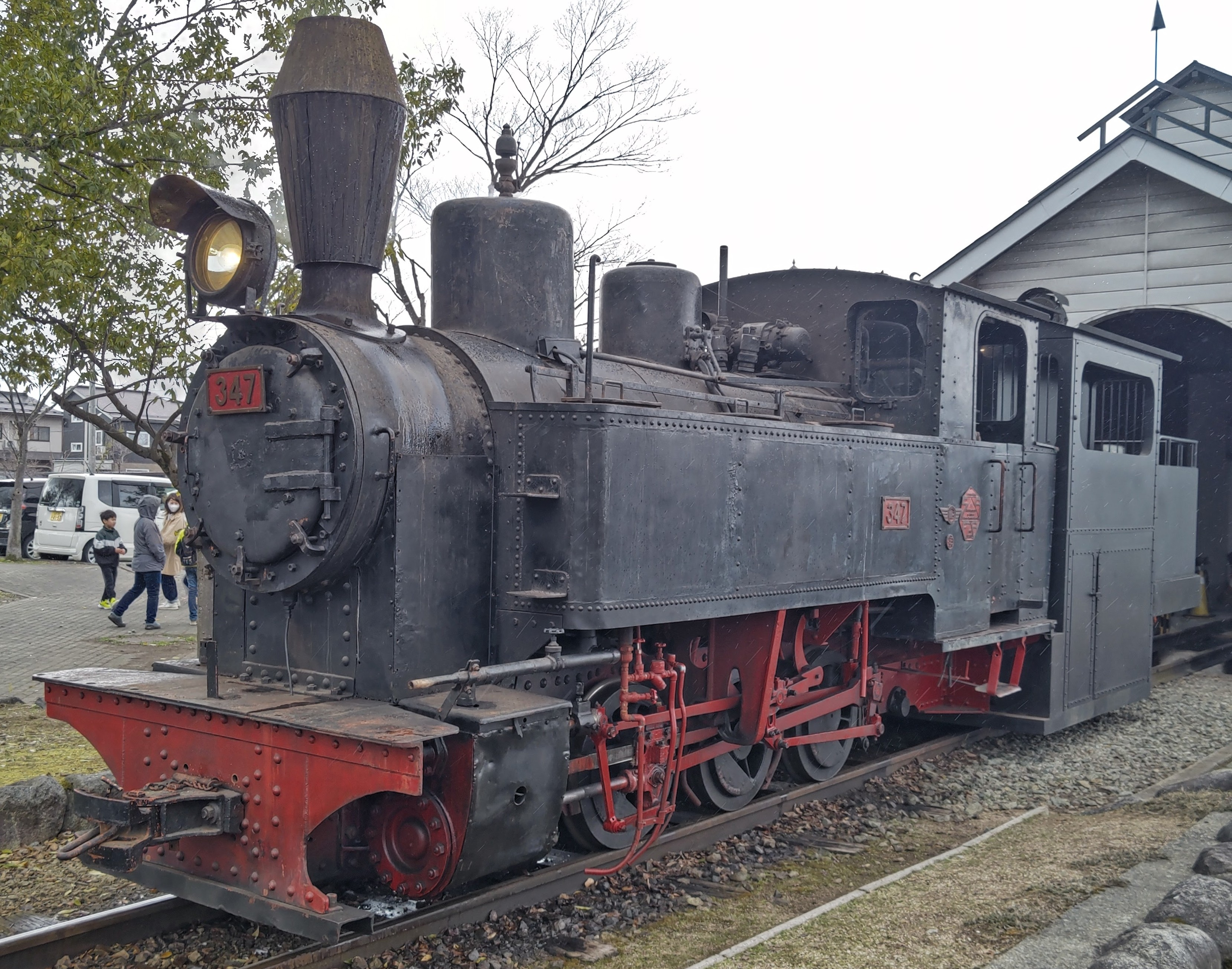
蒸気機関車347号

現在河北中央公園で、当路線を走った蒸気機関車を擬似的に再現した車両（1988年に台湾製糖から購入した、同社の専用線で使用されていたベルギーのアングロ・フランコ・ベルジ社製のタンク式蒸気機関車347号。後にボイラーの老朽化のため、灯油ボイラーとディーゼル発電機を搭載した炭水車を思わせる形状の補助車両を後部に連結している）が動態保存されており、期日限定で公園内に敷設された直線の線路を走らせる公開運転が行われている
。この車両を使い、さくらんぼ東根駅と紅花資料館を結ぶ路線を敷設する計画や、客車を製作してより長距離を走らせる計画もあったが、バブル崩壊により立ち消えになった。